# Ambjörby
Ambjörby er en by i Torsby kommun i Värmlands län i Sverige. I 2015 mistede byen sin status som byområde fordi indbyggertallet faldt til under 200, og afgrænses fra dette tidspunkt i stedet til en småort.
Riksväg 62 går forbi Ambjörby. 2. divisions-fodboldholdet Nordvärmland FF har hjemmebane i Ambjörby.

## Erhvervsliv
I Ambjörby drev firmaet Byggelit tidligere en fabrik med produktion af spånplade. Fabrikken blev indviet i 1974 med blandt andre Vänerskog og staten som investorer. Efter konkurser i først driftsselskabet Norra Ny Industrier AB og senere Vänerskog overtog Persson Invest fabrikken i starten af 1980'erne. Persson Invest solgte sine spånpladefabrikker til Byggelit i 1990'erne. Fabrikken i Ambjörby blev nedlagt i 2013 og produktionen flyttet til firmaets fabrik i Jämtland.
Enskilda banken i Vänersborg oprettede et kontor i Ambjörby i 1920, som i 1925 blev overtaget af Sydsvenska banken. Kontoret blev endnu en gang overladt til Wermlandsbanken i 1935 og nedlagt i 1986. Ambjörby havde også et sparekassekontor tilhørende Länssparbanken Värmland; også dette er nedlagt.